# Walter De Paduwa
Walter De Paduwa (auch Dr. Boogie) ist ein im Belgischen Overijse wohnender Musikologe und Radiosprecher. Seit 1994 arbeitet er bei Classic21, einem Programm der öffentlich-rechtlichen belgischen Rundfunkanstalt RTBF. Er moderiert dort wöchentlich die Sendung Dr. Boogie, in der er sich mit Boogie, Blues, Rock und „anderem Zydeco“ befasst.

## Bedeutung
Mit Gitarrist Dany Lademacher und Bassist Dany Charles Deraedemaecker schrieb er Mitte der 1970er Jahre für die britische Band T.U.S.H.
De Paduwa sammelt seltene Platten des R&B, des Bluesrock und des Rockabilly. Sein Haus ist in der Boogieszene als The Boogie House bekannt, da er es zu einem kleinen Privatmuseum gemacht hat.
Seine Geschichte ist eng verknüpft mit der der amerikanischen Boogieband Canned Heat, die ihn zu ihrem Historiker ernannte. De Paduwa unterstützte die Band; er brachte auch aus seinen Archiven die Canned Heat CD Serie The Boogie House Tapes heraus. Auch produzierte er die CD Rarities from the Bob Hite Vaults, auf der Platten und Aufnahmen aus dem Archiv von Bob Hite zu hören sind, das inzwischen größtenteils in seinem Besitz ist. Inzwischen hat er weitere Sampler mit Platten aus Hites Archiv veröffentlicht.